# EverQuest
EverQuest este un joc de rol cu multiplayer online în masă (MMORPG) cu tematică fantezie 3D, dezvoltat inițial de Verant Interactive și 989 Studios⁠(d) pentru Microsoft Windows. A fost lansat de Sony Online Entertainment în martie 1999 în America de Nord și de Ubisoft în Europa în aprilie 2000. O versiune pentru macOS a fost lansată în iunie 2003, care a funcționat timp de zece ani înainte de a fi închisă în noiembrie 2013. În iunie 2000, Verant Interactive a fost absorbită de Sony Online Entertainment, care a preluat întreaga responsabilitate de dezvoltare și publicare a jocului. Mai târziu, în februarie 2015, corporația-mamă a SOE, Sony Computer Entertainment, a vândut studioul companiei de investiții Columbus Nova și a fost redenumită Daybreak Game Company, aceasta continuă să dezvolte și să publice EverQuest.
A fost primul MMORPG de succes comercial care a folosit un motor de joc 3D, iar succesul său a fost la o scară fără precedent. EverQuest a avut o influență uriașă asupra lansărilor ulterioare de pe piață și deține o poziție importantă în istoria jocurilor MMORPG.
Jocul a depășit toate așteptările încă de la începutul înscrierilor și a crescut în popularitate timp de mulți ani după lansare. Acum este considerat unul dintre cele mai bune jocuri video realizate vreodată. A primit numeroase premii, inclusiv GameSpot's Game of the Year în 1999 și un Premiu Emmy pentru Tehnologie și Inginerie în 2007. În timp ce zeci de jocuri similare au apărut și au dispărut de-a lungul anilor, EverQuest rămâne încă o marcă comercială viabilă, noi expansiuni fiind încă lansate în mod regulat, la peste douăzeci de ani de la lansarea inițială. A dat naștere unui număr de produse media spin-off, inclusiv cărți și jocuri video, precum și o continuare, EverQuest II⁠(d), care a fost lansată în 2004.

## Gameplay
Multe dintre elementele din EverQuest au fost extrase din jocurile MUD (Multi-User Dungeon) bazate pe text, în special DikuMUD -uri, care, la rândul lor, au fost inspirate din jocurile tradiționale de rol, cum ar fi Dungeons & Dragons.
În EverQuest, jucătorii creează un personaj (cunoscut și sub numele de avatar) selectând una dintre cele douăsprezece rase din joc și anume oameni, elfi înalți, elfi de pădure, semi-elfi, elfi întunecați, erudiți, barbari, pitici, halflingi, gnomi, ogri și troli. Cu prima expansiune, au fost introduși oamenii-șopârlă (Iksar), oamenii-pisică (Vah Shir), oamenii-broască (Froglok), în timp ce oamenii-dragon (Drakkin) au fost introduși în expansiunile ulterioare. La început, jucătorii selectează ocupația fiecărui personaj (cum ar fi vrăjitor, ranger sau cleric) numită clasă, o zeitate patronă și orașul de start. Personalizarea aspectului facial al personajului este disponibilă la creare (păr, culoarea părului, stilul feței, părul facial, culoarea părului facial, culoarea ochilor etc.).
Jucătorii își mută personajul prin lumea fantastică medievală din Norrath, luptă adesea cu monștri și inamici pentru comori și puncte de experiență și, opțional, pentru abilități comerciale. Pe măsură ce progresează, jucătorii avansează în nivel, câștigând putere, prestigiu, vrăji și abilități prin fapte valoroase, cum ar fi intrarea în castele și fortărețe invadate, înfrângerea adversarilor și jefuirea rămășițelor lor. Experiență și echipament prestigios pot fi, de asemenea, obținute prin finalizarea misiunilor oferite de personaje nejucătoare care se găsesc peste tot.
EverQuest permite jucătorilor să interacționeze cu alți oameni prin joc de rol, intrarea în bresle de jucători și duelul cu alți jucători (în situații restrictive – EverQuest permite doar lupta jucător contra jucător (PVP) pe serverul specific PvP).
Lumea jocului EverQuest constă din peste cinci sute de zone.
Mai multe instanțe ale lumii există pe diverse servere. În trecut, populațiile serverelor de joc erau vizibile în timpul conectării și prezentau vârfuri de peste 3000 de jucători pe server. Designul EverQuest, ca și al altor jocuri de rol online cu multiplayer masiv, îl face foarte accesibil pentru jocul cooperativ, fiecare jucător având un rol specific într-un anumit grup.